# アルテム・フェデツキー
アルテム・アンドリーヨヴィッチ・フェデツキー（Artem Andriyovych Fedetskyi 、ウクライナ語：Артем Андрійович Федецький 、1985年4月26日 - ）は、ウクライナ・ヴォルィーニ州ノヴォヴォルィーンシク出身の元プロサッカー選手。元ウクライナ代表。現役時代のポジションは、ディフェンダー。

## 経歴
2008年夏、FCハルキウからFCシャフタール・ドネツクに移籍。
2008年8月に開催されたウクライナ・プレミアリーグ第5節FCメタリスト・ハルキウ戦の後、ウクライナサッカー協会が第5節ベストイレブンに選出した。
2016年7月、SVダルムシュタット98に単年契約で加入。

## 代表歴

### ゴール
| No | 年月日       | 会場         | 対戦相手     | スコア | 結果 | 大会                        |
| -- | ------------ | ------------ | ------------ | ------ | ---- | --------------------------- |
| 1. | 2013年6月7日 | ポドゴリツァ | モンテネグロ | 3–0    | 4–0  | 2014 FIFAワールドカップ予選 |
| 2. | 2013年9月6日 | リヴィウ     | サンマリノ   | 8–0    | 9–0  | 2014 FIFAワールドカップ予選 |

## タイトル
FCシャフタール・ドネツク
- UEFAカップ: 2009